# Sileno ebbro (Ribera)
Il Sileno ebbro è un dipinto olio su tela (185×229 cm) di Jusepe de Ribera, realizzato nel 1626 e conservato all'interno del Museo nazionale di Capodimonte, a Napoli.
Si tratta di uno dei capolavori assoluti del pittore spagnolo, nonché della pittura napoletana del Seicento.

## Storia
Realizzato nel 1626 a Napoli, le prime notizie inerenti alla proprietà della tela riguardano il nobile Giovanni Francesco Salernitano, barone di Frosolone, personalità di rango non particolarmente rilevante nella società aristocratica napoletana, che presumibilmente è anche il committente dell'opera. Alla morte di questi, l'antiquario locale ed ex collaboratore di Battistello Caracciolo, Giacomo di Castro, si occupò di stilare il suo testamento, dove per l'appunto figurava uno «Bacco dello Spagnouolo», valutato 150 ducati. Cinque anni dopo, nel 1653, il noto mercante fiammingo Gaspare Roomer acquista l'opera per 550 ducati, andando così ad arricchire la propria collezione d'arte sita nella sua residenza di Napoli, villa Roomer. Giovanni Salernitano morì nel 1655, quindi due anni dopo il passaggio di proprietà: da questo si deduce che il di Castro o acquistò in precedenza altre opere del Salernitano, per sé stesso, o fu incaricato come agente dallo stesso Giovvani Francesco per interessarsi alle loro vendite.
Dopo un primo passaggio dalla raccolta Roomer alla collezione Vandeneynden, di proprietà del connazionale ed amico di famiglia Ferdinando, poco prima del 1674, la tela figura nell'inventario post-mortem di Ferdinando, datato 1688, redatto da Luca Giordano per la stessa famiglia fiamminga, dov'era valutata 1.000 ducati. L'opera fu così data in eredità alla figlia Giovanna Vandeneynden, spostata con Giuliano Colonna, principe di Stigliano, rimanendo quindi nel palazzo di famiglia di via Toledo (palazzo Zevallos), dove rimarrà almeno fino al 1783.
Alla fine del XVIII secolo il Sileno ebbro viene annoverato nella collezione dei possedimenti napoletani dei Borbone e conseguentemente esposta all'interno della galleria di Capodimonte. Nel 1802, dopo la disfatta dei moti repubblicani la tela fu portata a Palermo per motivi cautelativi, dove rimase fino al 1806, quando tornò definitivamente nella città partenopea.

## Descrizione

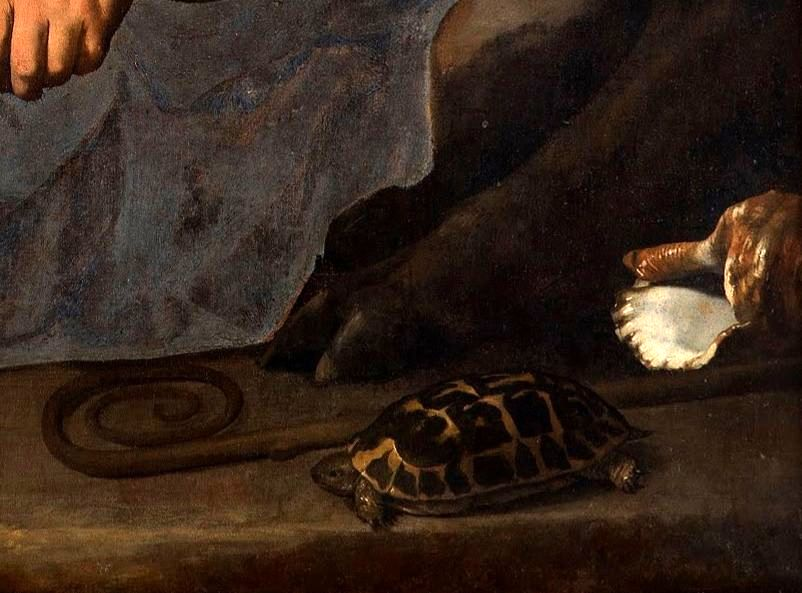
Dettaglio

L'opera, il cui sfondo è un paesaggio classicheggiante, è stata realizzata con una pennellata grossa per raffigurare i personaggi, mentre una più sottile, in nero, per delimitarne i contorni, offrendo una maggiore tridimensionalità.
La figura centrale è quella di Sileno, grasso, in un primo momento ritenuto essere Bacco, raffigurato steso su un drappo e nell'atto di offrire una coppa di vino ad un personaggio posto alle sue spalle, recante un sacco sulle spalle, durante dei festeggiamenti proprio in onore di Bacco; sul lato destro è Pan con orecchie, corna e zampe di capra, incorona Sileno con un alcuni tralci di vite: intorno a Pan, sono inoltre disegnati alcuni oggetti tipici del suo personaggio come il pastore della pastorizia, la tartaruga, simbolo della pigrizia, e la conchiglia, simbolo con cui egli annunciò la sua morte.
Completano il dipinto: in basso a destra, con in bocca un cartiglio, sul quale è riportata nome dell'autore e data di esecuzione dell'opera, è un serpente, che starebbe a simboleggiare la saggezza, così come, in alto a destra, simboleggerebbe il profilo di Apollo, mentre secondo altri questa figura potrebbe essere quella di Priapo, mentre cerca di abusare della ninfa Lotis; sulla destra un giovane satiro sorridente, anch'egli con orecchie di capra, ed alle sue spalle un asino, uno dei simboli che si ritrova nelle raffigurazioni di Sileno, lasciata ai bordi di un fiume, mentre raglia.